# ۳:۱۰ به یوما (فیلم ۱۹۵۷)
۳:۱۰ به یوما (به انگلیسی: 3:10 to Yuma) یک فیلم وسترن آمریکایی به کارگردانی دلمر دیوز و با بازی گلن فورد و ون هفلین است که بر اساس داستانی با همین نام از المور لئونارد ساخته‌شده است. در سال ۲۰۰۷ نسخه جدید این فیلم ساخته‌شد.

## داستان
بن وید که مجرمی تحت تعقیب و سردسته یک گروه راهزن است؛ در شهر کوچکی در آریزونا دستگیر می‌شود. در حالی که افراد وید به سرکردگی چارلی پرینس به فکر آزادسازی او هستند؛ کلانتر مردان شهر را برای کمک به انتقال او فرامی‌خواند. آن‌ها باید وید را با قطار ساعت ۳:۱۰ برای اجرای حکم اعدام، راهی یوما کنند. دن ایوانز که یک کشاورز و جانباز جنگ داخلی آمریکا است؛ در حال از دست دادن مزرعهٔ خود به دلیل بدهی است. او برای نجات مزرعه خود حاضر به شرکت در این سفر خطرناک می‌شود.